# Zacharo (gmina)
Zacharo (gr. Δήμος Ζαχάρως, Dimos Zacharos) – gmina w Grecji, w administracji zdecentralizowanej Peloponez, Grecja Zachodnia i Wyspy Jońskie, w regionie Grecja Zachodnia, w jednostce regionalnej Elida. Siedzibą gminy jest Zacharo. W 2011 roku liczyła 8953 mieszkańców. Powstała 1 stycznia 2011 roku w wyniku połączenia dotychczasowych gmin Zacharo i Figalia.